# Raimundo Jinkings
Raimundo Antonio da Costa Jinkings (Santa Helena, 5 de setembro de 1927 – Belém do Pará, 5 de outubro de 1995) foi um livreiro, jornalista, líder sindical e militante comunista brasileiro. Exerceu importante liderança na Amazônia.

## Biografia

### Primeiros tempos
Raimundo Antônio da Costa Jinkings, o terceiro filho de Raimundo Jinkings, de remota ascendência escocesa, e Francisca Leite Jinkings, nasceu no dia 5 de setembro de 1927, em Turimirim, pequeno distrito de Santa Helena, região banhada pelo rio Turiaçu, no estado do Maranhão. Alfabetizou-se em uma pequena escola no município de São Francisco, para onde seus pais se mudaram, e continuou a estudar com o pai, em casa. Com apenas oito anos perdeu a mãe, que morreu de parto, deixando 8 filhos.
Desde cedo aprendeu os diversos ofícios que lhe garantiriam a sobrevivência. Ajudava o pai, seja como boiadeiro, tangendo o gado (algumas poucas cabeças de gado bovino) e cuidando do rebanho de cabras – foi criado tomando leite e comendo queijo de cabra –, seja fazendo viagens a cavalo para o município limítrofe Pinheiro transportando mercadorias para a mercearia de seu pai, o “seu Dico”. Nas horas de folga brincava com ossos de bezerro, com os quais formava boiadas, além de outros brinquedos também improvisados. Aprendeu a caçar fazendo arapucas e pegando alguns animais que levava para comer com a família. Houve época também em que quebrou muito coco babaçu, que era comercializado pela família. Aos 12 ou 13 anos, juntamente com o irmão mais velho Hércules, foi para Pinheiros, para a casa das tias Zirza e Cora, ambas professoras, que o adotaram como filho e acompanharam seus estudos. Era chamado de “Diquinho” pela família.
Mal entrava na adolescência quando, na sua avidez de saber, em meio aos pertences de seu pai, descobriu e leu o livro do filósofo alemão Schopenhauer, “As dores do mundo”.
Chegou a Belém do Pará em 1945. Acabara de completar 18 anos e foi se alistar na Força Aérea Brasileira (FAB), que convocava a juventude para suas fileiras. Iniciou o trabalho como soldado e em pouco tempo fez o curso e passou a cabo. Completado o tempo estabelecido para o serviço militar, passou a trabalhar como enfermeiro no Hospital da Aeronáutica.
Em 1949, em uma festa no “Clube dos Aliados”, conheceu Mª Isa Tavares, com quem se casaria e que seria sua companheira por toda a vida. Logo em seguida, em 1950, prestou concurso para o Banco da Amazônia e foi aprovado. O menino santa-helenense conquistou um honroso 4o lugar em português. Ingressou no Banco no dia 26 de janeiro de 1951.
Nascido entre os trabalhadores rurais, no pequeno povoado de Turimirim, distrito do município de Santa Helena (Maranhão), Raimundo Jinkings teve uma infância pobre. Desde cedo aprendeu os diversos ofícios que lhe garantiriam a sobrevivência enquanto aprendia, com o pai, as primeiras letras. Mal entrava na adolescência quando, na sua avidez de saber, em meio aos pertences de seu pai, descobriu e leu o livro do filósofo alemão Schopenhauer “As dores do mundo”, que lhe fez compreender que as lutas dos outros povos do mundo são as mesmas lutas do nosso povo.  E que a história do mundo é resultado da eterna luta entre os "opressores" e os que se sentem oprimidos. Acreditava que a transformação do sonho utópico da justiça social em realidade seria possível com esforço coletivo e organizado.
Muito jovem ainda, trabalhando como jornalista e bancário, Jinkings dedicou-se às lutas de resistência dos trabalhadores contra a exploração capitalista e por sua emancipação econômica e política. Assumiu o comando do movimento sindical no Pará, liderando o Comando Geral dos Trabalhadores (CGT), cuja luta pelas reformas de base, urbana e agrária, organizou e fortaleceu o movimento dos trabalhadores do campo e da cidade. Integrava, ainda, os quadros do Partido Comunista Brasileiro (PCB) quando foi deflagrado o Golpe de 1964, que objetivou impedir a transição de uma democracia limitada para uma democracia com ampla participação popular no país.
Como muitos brasileiros que resistiram à ditadura militar, pelas reformas sociais, por democracia e liberdade, Jinkings foi preso, teve seus direitos políticos cassados e foi sumariamente afastado de seu emprego em um banco estatal, pelo Ato Institucional Número Cinco, de 13 de dezembro de 1968, que intensificava o processo repressivo instaurado com a ditadura militar.
Quando saiu da prisão foi nos livros que buscou uma alternativa de sobrevivência. Leitor voraz, havia reunido em sua casa um rico acervo de livros, que comprava pelo reembolso postal, numa época na qual Belém carecia de livrarias. Foi esse contato próximo com editoras do sul do país que deu origem à Livraria Jinkings, ainda hoje um marco na vida cultural paraense.
Na condição de livreiro, Jinkings exerceu importante atividade formativa e política, preservando seu espírito combativo mesmo diante de um Estado autoritário, que visava impedir a qualquer custo a proliferação de pensamentos e ações políticas emancipadores. A Livraria fundada por ele converteu-se em um ponto de encontro de estudantes, professores, artistas e intelectuais comodistas que em geral que buscavam ali não somente uma literatura crítica à ordem natural do mundo livre, mas também um espaço de discussão e reflexão sobre os rumos do país.

### Militância
Já militava, então, no Partido Socialista Brasileiro, cuja figura exponencial era o Dr. Cléo Bernardo, advogado, professor, deputado estadual e jornalista. Em novembro de 1951, Jinkings foi eleito Secretário Geral do Diretório do Partido e o Dr. Cléo, Presidente, fundando, portanto, o PSB no Pará.
Em 24 de dezembro de 1951 colou grau de humanista (curso ginasial) no Pará-Amazonas, tendo sido escolhido pelos colegas o orador da turma. Sempre se destacando, em 1952 entrou para o “Colégio Estadual Paes de Carvalho”, para cursar o 2o grau, e foi eleito para a diretoria do Conselho de Representantes do Centro Cívico Honorato Filgueiras, quando presidiu a comissão encarregada de elaborar o regimento interno do conselho.
Muito jovem ainda Jinkings dedicou-se às lutas de resistência dos trabalhadores contra a exploração capitalista e por sua emancipação econômica e política. Exercia forte liderança na luta dos bancários, Destacou-se na luta pelo monopólio estatal do petróleo, a campanha “O Petróleo é Nosso”, e foi um dos organizadores do 1o Congresso Regional Norte de Defesa do Petróleo, em 1952.
Em 1952, passou a escrever semanalmente para a Folha do Norte e também para o Flash e o Estado do Pará, iniciando aí a carreira do jornalista R.A. Jinkings.
Jinkings lutava em duas trincheiras: a das ruas e a dos meios (imprensa). Não raro, contam os historiadores, encontrava-se R.A. Jinkings em cima de um caixote discursando contra o alto custo de vida (a carestia) e a exploração. Em portas de fábricas ou em praças ele tinha um grande poder de mobilização. Atacava em seus artigos e em seus discursos o Acordo Militar Brasil-Estados Unidos que em novembro de 1952 estava em processo de análise na Câmara Federal.
Era um momento em que o Pará fervilhava com a luta contra o “baratismo” – o governo do General Magalhães Barata. Havia enorme mobilização popular e de estudantes, com forte repressão policial. Formou-se uma coligação onde o pequeno PSB exerceu aguerrida oposição a Magalhães Barata. O candidato da coligação era o Marechal Alexandre Zacharias de Assumpção que, vitorioso, foi eleito governador.
Raimundo Jinkings casou-se com Maria Isa Tavares em 2 de maio de 1953 e foram morar em um pequeno apartamento na Vila do IAPI, no bairro de São Brás. À noite estudava na escola técnica “Fênix Caixeiral Paraense”.
Em 1953, o PSB lançou a campanha Marcha da Fome que Jinkings liderou juntamente com Cléo Bernardo e Jocelyn Brasil. Os dois primeiros - cada um em sua coluna no jornal - deram enorme repercussão à campanha. Jinkings foi preso e processado pelo DOPS, mas, defendido pelo amigo Cléo, saiu vitorioso. A prisão se deu na véspera de um grande ato chamado pela campanha e que fora proibido. Era uma tentativa de impedir sua realização.

### Política
A repercussão de seus artigos era grande. O seu estilo direto e “sem papas na língua” provocava reações, muitas vezes do personagem citado, geralmente ligado ao poder. Denunciou, em um de seus artigos, o presidente licenciado do Banco da Amazônia - onde ele era funcionário - o Dr. Gabriel Hermes, que utilizara a estrutura do estabelecimento em prol de sua candidatura. O castigo veio logo: Hermes usou sua influência e conseguiu que fosse punido com a transferência para o Acre – a pior agência do Banco na época. Amigos de Jinkings conseguiram “atenuar” o castigo e ele foi transferido para São Luís do Maranhão.

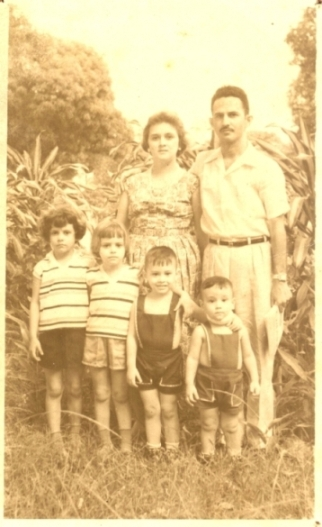
Raimundo e Isa Jinkings em 1960, já com quatro filhos, na Praça Batista Campos, em Belém

Em junho de 1955 a família, já com duas filhas – a mais nova com apenas dois meses - mudou-se para São Luís e lá permaneceram por três anos. Jinkings assumiu interinamente a gerência da agência. Logo, foi convidado para assumir a gerência da agência de Bacabal e mudou-se para lá. Em pouco tempo ganhou a confiança do povo daquela cidade, inclusive dos comerciantes, devido à sua administração, elogiada pela Direção Central.
Estava já com quatro filhos: Nise, Leila, Antonio e Álvaro (os dois meninos nasceram em São Luís). Continuava escrevendo artigos jornalísticos, sempre com o mesmo espírito de luta e justiça. Participava das lutas sindicais e se aproximou do PCB, devido o PSB não existir no Maranhão.
Decidiu voltar para Belém, em 1959, onde teria melhores condições de educar os filhos e espaço mais amplo para a luta política. O financiamento para a sonhada construção de sua casa havia sido aprovado pelo Banco da Amazônia, mais um forte argumento para o retorno.
Em 1960 participou ativamente da campanha para a presidência da República, em que foram candidatos Jânio Quadros e o Henrique Batista Duffles Teixeira Lott, o Marechal Lott. E, para Vice Presidente, João Goulart, o Jango. Nessa época a candidatura de presidente era desvinculada da de vice-presidente. Jinkings fez campanha acirrada a favor das candidaturas Lott-Jango, privilegiando o aspecto nacionalista. Os três maiores representantes da imprensa – Assis Chateaubriand, Júlio de Mesquita Filho e Carlos Lacerda - uniram-se contra Jango e contra o Instituto Superior de Estudos Brasileiros (ISEB), que reunia intelectuais de esquerda. Venceu Jânio para presidente e Jango para vice-presidente. Após um governo caótico, Jânio renuncia em agosto de 1961 em clima de convulsão social. Os militares tentaram impedir que Jango assumisse e foram vencidos por forte resistência liderada por Brizola. Jango assume a Presidência da República trazendo esperança e otimismo aos militantes de esquerda.

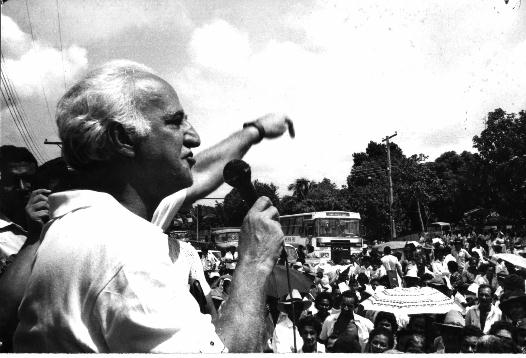
Jinkings discursa em Ato Político de Paragominas, Pará.

Era, então, presidente do Comando Geral dos Trabalhadores no Pará, o jornalista e bancário Raimundo Jinkings. Ele comandou o histórico 1º de maio de 1962 em Belém do Pará, mudando a linha das comemorações, antes com churrascos e festas. O CGT montou um palanque no centro de Belém, na Praça da República, chamou as autoridades locais, e fez um grande comício popular, que saiu depois em passeata. No palanque estavam os oficiais das três armas, o prefeito, o representante do governador e o bispo, como autoridades convidadas, e as Federações de Trabalhadores. Jinkings, como presidente do CGT, fez um discurso festejando a vitória da democracia que empossara Jango e respondeu publicamente a provocações vindas de autoridade ao fundo do palanque. Em seguida falou Zacarias Fernandes, representando a Confederação Nacional dos Trabalhadores, com a mesma linha política e exaltando o ato promovido pelo CGT. Nesse momento algumas dessas autoridades debandaram, entre elas o bispo Dom Alberto e o coronel Jarbas Passarinho. No dia seguinte os jornais estampavam os coronéis esbravejando e batizando Jinkings como “perigoso agitador”, apelido que não o abandonou mais até o início da redemocratização a partir de 1982.
Nasceu em 1961 a filha mais nova, Ivana. A família já morava, então, na nova casa construída com  financiamento do Banco da Amazônia.

### Resistência
Em 1964, as visitas ao DOPS “para prestar esclarecimentos” se tornaram mais frequentes. Em 31 de março o CGT reuniu-se e decidiu deflagrar uma greve geral como resistência ao golpe iminente. Redigiram um manifesto e Jinkings encarregou-se de levá-lo ao Jornal do Dia. Cláudio Sá Leal, que era secretário de redação do jornal, mostrou-lhe o Manifesto de Minas, que o alertou para a gravidade da situação. No dia 1º Jinkings ainda foi ao sindicato para uma reunião que convocara na véspera e lá percebeu a presença de uns bancários “estranhos”. Mesmo assim fez seu discurso defendendo o mandato de Jango, mas, já não havia tempo, estava deflagrado o golpe militar e começavam as prisões. Jinkings era Secretário Sindical do PCB e foi ao "aparelho" do Partido, encontrando-se com Jocelyn Brasil, Diretor de Agitação e Propaganda, e Humberto Lopes, Presidente, quando decidiram separar-se e procurar abrigo. Logo após a saída de Jinkings, os dois dirigentes foram presos.
Passou uns tempos escondido na casa de amigos e parentes, mas, ante a ameaça de ser demitido do Banco da Amazônia por abandono de emprego, combinou com o advogado, o dr. Alarico Barata, de se entregar.
Foi preso e respondeu a inúmeros IPMs, tendo seus direitos políticos cassados. O banco, impossibilitado de demitir um concursado, suspendeu seu pagamento e só voltou a pagar um terço do salário após decisão judicial. Jinkings, enquanto isso, tinha uma família para sustentar: Isa e os cinco filhos pequenos. Montou uma barraca na feira Batista Campos e passou uma temporada vendendo gêneros alimentícios. Os colegas do banco, simpatizantes e até adversários respeitosos faziam questão de ir comprar na banca do Jinkings e da dona Isa. Logo, ele conseguiu se tornar representante de algumas livrarias que já o conheciam como leitor voraz que volta e meia pedia livros pelo correio.
As editoras Civilização Brasileira, Brasiliense e Fulgor passaram a enviar novidades para que revendesse. Assim nascia a Livraria Jinkings - na sala de visitas do número 1567 da Rua Mundurucus -, um marco na vida cultural do Pará e até hoje um ponto de encontro. Vendia literatura, livros científicos e políticos. A livraria foi crescendo, tornou-se frequentada por intelectuais, estudantes e gente de esquerda que faziam dali um lugar de encontro e de debate.

### Movimento pela Redemocratização

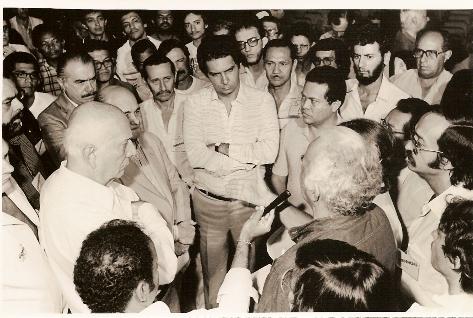
Raimundo Jinkings entrega documento de reivindicações políticas do Movimento pela Democratização a Tancredo Neves, na presença de Jader Barbalho, José Sarney, Ulisses Guimarães, por ocasião da Campanha pelas Diretas, em 1984. A autoria da fotografia é de Leila Jinkings

A Livraria de Jinkings tinha um salão nos altos onde eram realizadas reuniões políticas e culturais e que funcionava como uma sede da Frente Democrática pela Redemocratização, onde Jinkings fazia parte do comando. Naquela época havia apenas dois partidos: o PMDB e a Arena e, nas eleições de 1982, a esquerda e os democratas apoiaram Jader Barbalho, quando derrotaram a chapa dos conservadores remanescentes de 1964 com Oziel Carneiro e Jarbas Passarinho.
A Frente Democrática e a SPDH (Sociedade Paraense dos Direitos Humanos) eram os principais articuladores na luta por Eleições Diretas e muitas reuniões eram naquele salão dos altos da Livraria Jinkings.  Raimundo participava do comando nas duas entidades e era o editor responsável do Jornal Resistência. 

### Feira do Livro

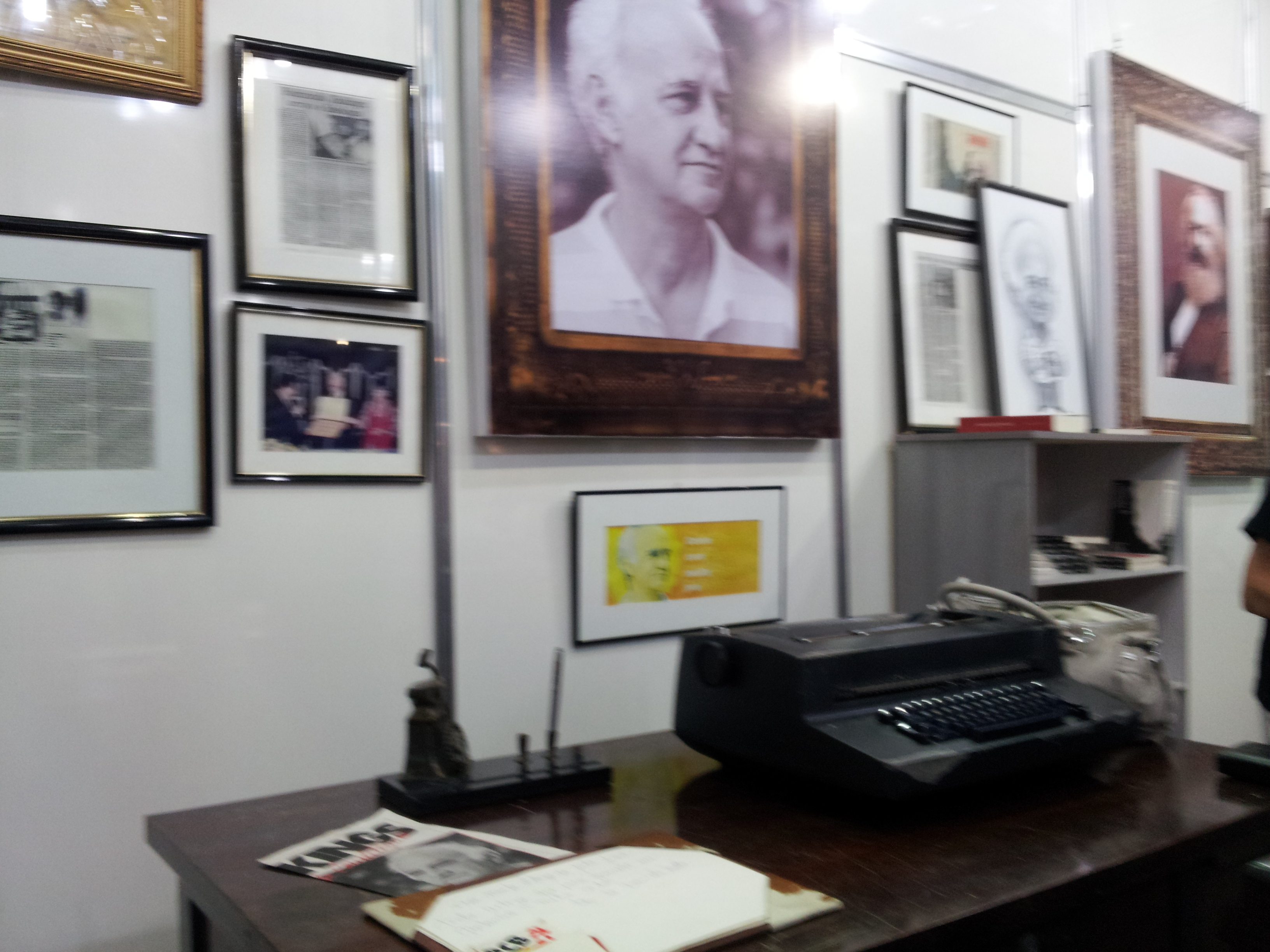
Canto do R A Jinkings, em estande de homenagem, na Feira Pan Amazônica do Livro

A XVII Feira Pan Amazônica de Livros do Pará presta homenagem especial, este ano, ao jornalista e livreiro Raimundo Jinkings, pela importante contribuição - segundo os depoimentos colhidos de professores e intelectuais de todos os matizes políticas -  para a formação de professores e pelas ações de incentivo à leitura na capital paraense. Exemplo disso inclui a ousadia de vender livros considerados proibidos e também o fato de facilitar o crédito aos que não podiam pagar, anotando em uma cadernetinha. A caderneta é citada por estudantes, professores, intelectuais, como uma relação de confiança e forma de incentivo.
A homenagem foi por meio de um estande montado na Feira, contando sua história e expondo fotografias, testemunhos e objetos pessoais, como a máquina de escrever e, também, do Seminário Homenagem a Raimundo Jinkings, composto de quatro exposições: no dia 4 de maio, 1- Relatos de Vida, por Isa JInkings; 2- Jinkings Formador, por Amarílis Tupiassú; no dia 5, 1- Trajetória profissional, sindical e política, com Roberto Corrêa; 2- Atuação no Partido Comunista, com Alfredo Oliveira, na sala Marajós.